# Machiguenga
Machiguenga (Matsiguenga), pleme Arawakan Indijanaca, srodnih plemenu Nomatsiguenga, i nastanjeni u džunglama peruanskih departmana Cusco i Madre de Dios u distriktima Yanatile, Echarate, Quellouno, Quimbiri, Manu (u parku Manu) i Fitzcarrald uz rijeke Urubamba i pritoke, Picha, Camisea, Timpía i Manu. Populacija im u novom tisučljeći iznosi oko 10,000. Bave se uzgojem nasada, lovom i ribolovom. 
Machiguenge, stanovnici kišne šume, agrikulturan su narod koji se bavi uzgojem raznih tropskih kultura: manioka, banane, slatki krumpir, pamuk, kikiriki, čili-papričice, i drugo bilje po malenim vrtovima u iskrčenoj šumi. Lovom i ribolovom popunjavaju svoje potrebe u prehrani. Poznaju i preko 300 raznih vrsta ljekovitog bilja koje je u širokoj upotrebi u liječenju najraznovrsnijih zdravstvenih problema, kao što su dijareja, groznica, glavobolja, ozljede i fungalne infekcije, ali i za razne vradžbine. -Naselja su im raštrkani zaseoci a stanište matrilokalno, što znači da muškarac odlazi iz roditeljske kuće, kako bi živio sa ženinom obitelji.  
Machiguenge u području parka Manu, uz rijeku Manu, prvi puta kontaktiraju s protestantskim misionarima SIL-a (Summer Institute of Linguistics) tijekom 1960.-tih godina. U njihovoj većoj ili bližoj udaljenosti ostale su još nekontaktirane skupine Cogapacori Indijanaca, čije ime u jeziku machiguenga označava 'ubojice', i koji su im moguće srodni. 

## Vanjske poveznice
- The Machiguenga  Arhivirana inačica izvorne stranice od 29. rujna 2007. (Wayback Machine)
- Matsiguenga
- The People of Manu